# Ximenes
Ximenes (auch Jiménez) ist ein portugiesischer Familienname.

## Herkunft und Bedeutung
Ximenes ist ein Patronym und bedeutet Sohn des Ximeno.

## Namensträger
- Abel Ximenes (* 1950), osttimoresischer Freiheitskämpfer und Politiker
- Adalgisa Ximenes (* 1968), osttimoresische Politikerin
- Agueda Ximenes (* 1996), osttimoresische Fußballspielerin
- Agustinho Boavide Ximenes, osttimoresischer Chef einer pro-indonesischen Miliz
- Américo Ximenes, osttimoresischer Offizier
- António Ximenes (Bildhauer), italienischer Bildhauer im 19. Jahrhundert
- António Ximenes (* 1952), osttimoresischer Politiker (CNRT)
- António Manuel Ximenes (1983–2016), osttimoresischer Fußballspieler
- António Ximenes da Costa, osttimoresischer Politiker (PDC)
- Aurora Ximenes (* 1955), osttimoresische Politikerin
- Caetano Lopes Ximenes (1954–2023), osttimoresischer Unabhängigkeitsaktivist
- Carlos Filipe Ximenes Belo (* 1948), osttimoresischer Geistlicher, Bischof von Dili
- Cidália Mesquita Ximenes, osttimoresische Politikerin
- Cláudio de Jesus Ximenes, osttimoresischer Richter
- Cornélio Ximenes (* 1952), osttimoresischer Freiheitskämpfer und General
- Cristina Borges da Costa Tilman Ximenes (* 1945), osttimoresische Unabhängigkeitsaktivistin
- David Ximenes (* 1953), osttimoresischer Politiker
- Eduardo Ximenes, osttimoresischer Politiker
- Ettore Ximenes (1855–1926), italienischer Bildhauer
- Expedito Loro Dias Ximenes (* 1959), osttimoresischer Journalist
- Ferdinando Panciatichi Ximenes d’Aragona (1813–1897), italienischer Marchese, Philanthrop, Parlamentsabgeordneter und Bauherr des Castello di Sammezzano
- Francisco de Vasconcelos Ximenes, osttimoresischer Geistlicher und ziviler Stabschef des Präsidenten
- Francisco Ximenes de Cisneros, siehe Francisco Jiménez de Cisneros
- Francisco Ximenes de Texada (1703–1775), Großmeister des Malteserordens
- Gabriel Ximenes (1956–2009), osttimoresischer Politiker
- Imelda Felicita Ximenes Belo (* 1998), osttimoresische Schwimmerin
- Isabel Maria Barreto Freitas Ximenes, osttimoresische Politikerin der Frenti-Mudança
- José da Costa Ximenes, osttimoresischer Staatsanwalt
- José Maria Ximenes, osttimoresischer Journalist
- Judite Dias Ximenes (* 1968), osttimoresische Politikerin
- Leonardo Ximenes (1716–1786), italienischer Naturwissenschaftler und Ingenieur
- Manuel Delgado Ximenes,timoresischer Adliger
- Marçal Avelino Ximenes, osttimoresischer Hochschullehrer, Politiker und Diplomat
- Marcelino Ximenes, osttimoresischer Soldat
- Maria Isabel de Jesus Ximenes, osttimoresische Politikerin des CNRT und Staatssekretärin
- Mariana Ximenes (* 1981), brasilianische Schauspielerin
- Mariana Dias Ximenes (* 1983), osttimoresische Marathonläuferin
- Mário Ximenes, osttimoresischer Politiker
- Noé da Silva Ximenes, osttimoresischer Politiker
- Rosalina Ximenes, osttimoresische Politikerin
- Sebastião Dias Ximenes, osttimoresischer Beamter und Menschenrechtler
- Teo Batiste Ximenes, osttimoresischer Musiker
- Valentim Ximenes (* 1966), osttimoresischer Politikwissenschaftler, Hochschullehrer und Politiker